# Crytea albifrons
Crytea albifrons là một loài tò vò trong họ Ichneumonidae.